# Comuna Ivankivți, Horodok
Ivankivți (în ucraineană Іванківці) este o comună în raionul Horodok, regiunea Hmelnîțkîi, Ucraina, formată din satele Ivankivți (reședința) și Krînțiliv.

## Demografie
Componența lingvistică a comunei Ivankivți
     Ucraineană (98,25%)
     Rusă (1,75%)
Conform recensământului din 2001, majoritatea populației comunei Ivankivți era vorbitoare de ucraineană (98,25%), existând în minoritate și vorbitori de rusă (1,75%).